# La Diosa de la Noche Tour
Diosa de la Noche Tour es la octava gira contando el Versus Tour junto a la cantante Alejandra Guzmán y la séptima gira en solitario de Gloria Trevi, con la finalidad de dar a conocer su nuevo trabajo discográfico Diosa de la Noche dando inicio el 2 de mayo en la ciudad de Querétaro en el Auditorio Josefa Ortiz de Domínguez.

## Antecedentes
Gloria dio una conferencia de prensa del 30 de abril del 2019, días anteriores al estreno, en ella dio a conocer que pretende regresar a varios países de Norteamérica, Centroamérica y Sudamérica. En algunas de las fechas de Gloria Trevi en los Estados Unidos tuvo como telonera e invitada a la reguetonera Karol G.
La primera fecha que la artista anunció fue el 28 de junio de 2019 en el Arena CDMX. Días posteriores a dar a conocer la fecha en la Arena CDMX, salieron las fechas oficiales de la primera parte de la gira, incluyendo únicamente México y Estados Unidos, esto a  través de sus redes sociales. Trevi se convirtió en la única artista en abrir tres fechas consecutivas agotados en la Arena CDMX, recinto con una capacidad de más de 22 mil personas. El 5 de julio Gloria viajó a España para ser la protagonista de las fiestas del Orgullo Gay y ofrecer un show en la Puerta del Sol en Madrid ante unas 20.000 personas, donde también sería galardonada con la presea Mr.Gay España￼￼.
En marzo de 2020, la gira de Gloria Trevi, tuvo que ser forzada a reprogramar o cancelar su gira siendo la tercera etapa de la gira totalmente cancelada la cual arrancaría en Puerto Rico y recorrería el resto de Latinoamérica, esto fue debido a la Pandemia de COVID-19. Con el fin de evitar contagios entre el público. 

## Grabaciones
El productor Sergio Gabriel confirmó que durante las presentaciones del 27, 28 y 29 de junio en la Arena CDMX se grabó el CD/DVD mismo que fue lanzado el 28 de agosto de 2020 mediante tiendas físicas y digitales Diosa de la noche con la finalidad de promover el CD/DVD.[cita requerida]

## Lista de Canciones
| México 2019 |
| --- |
| Acto 1: Apertura 1. Diosa de la Noche 2. Con los Ojos Cerrados (Nueva Versión) 3. Ábranse Perras 4. Gloria (Nueva Versión) 5. Como Yo te Amo (Nueva Versión)/ 6. Lo que una chica por amor es capaz / Sabes / Les Diré, Les Diremos / Puede ser Amor / Mujer Maravilla 7. Vestida de Azúcar 8. Tú y Yo (Nueva Versión) Acto 2 1. Que me Duela 2. Virgen de las Vírgenes / Eres un Santo / Psicofonía / Tú Ángel de la Guarda 3. No Querías Lastimarme Acto 3 1. Más Buena 2. Cinco Minutos (Dance Version) 3. Me Lloras 4. Hijoepu*# (solo en CDMX) 5. Los Borregos / Habla Blah Blah / Me Rio de Ti / La Noche 6. Dr. Psiquiatra Acto 4 1. Ellas Soy Yo 2. El Favor de la Soledad Acto 5 1. Pelo Suelto 2. Vas A Recordarme 3. Ingrato 4. Cómo Sufro Cover de los Baby´s 5. Todos me Miran Encore 1. El Recuento de los Daños 2. Tribu |

| Estados Unidos 2019 |
| --- |
| Acto 1: Apertura 1. Diosa de la Noche 2. Con los Ojos Cerrados (Nueva Versión) 3. Ábranse Perras 4. Gloria (Nueva Versión) 5. Como Yo te Amo (Nueva Versión) 6. Hijoepu#* 7. Lo que una chica por amor es capaz / Sabes / Les Diré, Les Diremos / Puede ser Amor / Mujer Maravilla 8. Vestida de Azúcar 9. Tú y Yo (Nueva Versión) Acto 2 1. Que me Duela 2. Virgen de las Vírgenes / Eres un Santo / Psicofonía / Tú Ángel de la Guarda 3. No Querías Lastimarme Acto 3 1. Cinco Minutos (Dance Version) 2. Me Lloras 3. La papa sin Cátsup Acapella 4. El Favor de la soledad Acto 4 1. Pelo Suelto 2. Dr. Psiquiatra Encore 1. El Recuento de los Daños 2. Todos me Miran 3. Tribu |

| México 2020 |
| --- |
| Acto 1: Apertura 1. Diosa de la Noche 2. Con los Ojos Cerrados (Nueva Versión) 3. Ábranse Perras 4. Gloria (Nueva Versión) 5. Como Yo te Amo (Nueva Versión)/ 6. Lo que una chica por amor es capaz / Sabes / Les Diré, Les Diremos / Puede ser Amor / Mujer Maravilla 7. Vestida de Azúcar 8. Tú y Yo (Nueva Versión) Acto 2 1. Que me Duela 2. Virgen de las Vírgenes / Eres un Santo / Psicofonía / Tú Ángel de la Guarda 3. No Querías Lastimarme Acto 3 1. Más Buena 2. Cinco Minutos (Dance Version) 3. Me Lloras 4. El Favor de la Soledad 5. Vas a Recordarme / Rómpeme el Corazón (Acústico) 6. Yo soy Su Vida 7. Grande Acto 5 1. Pelo Suelto 2. Dr. psiquiatra 3. Tribu Encore 1. El Recuento de los Daños 2. Todos me Miran |

## Fechas
| Fecha                    | Ciudad           | País               | Recinto                                                                | Asistencia     | Recaudación (Dollars $) |
| ------------------------ | ---------------- | ------------------ | ---------------------------------------------------------------------- | -------------- | ----------------------- |
| Etapa I                  |                  |                    |                                                                        |                |                         |
| Norteamérica             |                  |                    |                                                                        |                |                         |
| 2 de mayo de 2019        | Querétaro        | México             | Auditorio Josefa Ortíz de Domínguez                                    | 5000 / 5000    | $183.710                |
| 4 de mayo de 2019        | Villahermosa     | México             | Palenque de la Feria de Tabasco                                        | 10,000/ 10,000 | $268,080                |
| 9 de mayo de 2019        | San Luis Potosí  | México             | El Domo                                                                | 11,000/ 11,000 | $270,689                |
| 10 de mayo de 2019       | Morelia          | México             | Centro de Espectáculos de la Expo Fiesta Michoacana                    | 4,800/ 4,800   | $91,089                 |
| 11 de mayo de 2019       | Aguascalientes   | México             | Palenque de la Feria Nacional de San Marcos                            | 8,000/ 8,000   | $108,700                |
| 17 de mayo de 2019       | Cancún           | México             | Plaza de Toros Cancún                                                  | 6,000/6,000    | $180,478                |
| 18 de mayo de 2019       | Mérida           | México             | Foro GNP Seguros                                                       | 10,000/ 10,000 | $279,219                |
| 23 de mayo de 2019       | Ciudad Juárez    | México             | Centro de Convenciones Anita                                           | 4,819/ 5,000   | $183,910                |
| 24 de mayo de 2019       | Chihuahua        | México             | Palenque de la Feria Santa Rita                                        | 5,200/ 5,200   | $131,471                |
| 25 de mayo de 2019       | Torreón          | México             | Coliseo Centenario Torreón                                             | 11,000/11,000  | $268,418                |
| 31 de mayo de 2019       | Monterrey        | México             | Domo Care Monterrey                                                    | 4,500/ 4,500   | $270,600                |
| 1 de junio de 2019       | Monterrey        | México             | Domo Care Monterrey                                                    | 4,500/ 4,500   | $270,600                |
| 2 de junio de 2019       | Monterrey        | México             | Domo Care Monterrey                                                    | 4,500/ 4,500   | $270,600                |
| 6 de junio de 2019       | Culiacán         | México             | Foro Tecate Culiacán                                                   | 10,000/ 10,000 | $272,710                |
| 7 de junio de 2019       | Los Mochis       | México             | Centro de Usos Múltiples: Los Mochis                                   | 6,500/ 6,500   | $173,300                |
| 8 de junio de 2019       | Hermosillo       | México             | Centro de Usos Múltiples: Hermosillo                                   | 7,000/ 7,000   | $170,289                |
| 14 de junio de 2019      | Guadalajara      | México             | Auditorio Telmex                                                       | 7460/ 7460     | $286,777                |
| 15 de junio de 2019      | León, Guanajuato | México             | Foro Victoria (Velaria de la Feria)                                    | 20,000/ 20,000 | -                       |
| 21 de junio de 2019      | Mexicali         | México             | Centro De Espectáculos FEX Mexicali                                    | 2,000/ 2,000   | $80,210                 |
| 22 de junio de 2019      | Tijuana          | México             | Plaza Monumental de Tijuana                                            | 23,162/ 23,162 | $658,201                |
| 27 de junio de 2019      | Ciudad de México | México             | Arena Ciudad de México                                                 | 22,500/ 22,500 | $1,830,000              |
| 28 de junio de 2019      | Ciudad de México | México             | Arena Ciudad de México                                                 | 22,500/ 22,500 | $1,830,000              |
| 29 de junio de 2019      | Ciudad de México | México             | Arena Ciudad de México                                                 | 22,500/ 22,500 | $1,830,000              |
| 5 de julio de 2019       | Madrid           | España             | Puerta del Sol                                                         | 2,500          | -                       |
| 18 de julio de 2019      | San Buenaventura |                    | Feria san buena                                                        | 4,800          | -                       |
| 26 de julio de 2019      | Tuxtla Gutiérrez | México             | Foro Chiapas                                                           | 7,000/ 7,000   | $290,166                |
| 27 de julio de 2019      | Chiapas          | México             | Feria de Comitán                                                       | 7,100          | -                       |
| 3 de agosto de 2019      | Durango          | México             | Palenque de Durango                                                    | 5,000/ 5,000   | $170,020                |
| 16 de agosto de 2019     | Fresnillo        | México             | ForoVive                                                               | 15,000         | -                       |
| 7 de septiembre de 2019  | Tepic            | México             | Palenque de Tepic                                                      | 4,000/ 4,000   | $158,610                |
| 6 de septiembre de 2019  | Mazatlán         | México             | Mazatlán international center                                          | 3,500/ 3,500   | $107,328                |
| 13 de septiembre de 2019 | Fresno           | Estados Unidos     | Save Mart Center                                                       | 14,320/ 16,100 | $603,000                |
| 14 de septiembre de 2019 | Las Vegas        | Estados Unidos     | Zappos Theater                                                         | 6,528/ 7,000   | $478,101                |
| 18 de septiembre de 2019 | Denver           | Estados Unidos     | Pepsi Center                                                           | 18,890/ 20,000 | $704,260                |
| 20 de septiembre de 2019 | Kansas City      | Estados Unidos     | Sprint Center                                                          | 11,140/ 12,000 | $400,190                |
| 21 de septiembre de 2019 | Chicago          | Estados Unidos     | Allstate Arena                                                         | 18,320/ 18,500 | $594,018                |
| 26 de septiembre de 2019 | Greensboro       | Estados Unidos     | Greensboro Coliseum Complex                                            | 14,092/ 20,000 | $510,780                |
| 27 de septiembre de 2019 | Washington       | Estados Unidos     | MGM National Harbor                                                    | 3,000/ 3,000   | $210,622                |
| 28 de septiembre de 2019 | Nueva York       | Estados Unidos     | Radio City Music Hall                                                  | 4,250/ 6,000   | $390,310                |
| 4 de octubre de 2019     | Miami            | Estados Unidos     | AmericanAirlines Arena                                                 | 20,806/ 21,000 | $840,788                |
| 5 de octubre de 2019     | Atlanta          | Estados Unidos     | Infinite Energy Arena                                                  | 12,103/ 13,000 | $500,280                |
| 10 de octubre de 2019    | Houston          | Estados Unidos     | Smart Financial Centre at Sugar Land                                   | 6,400/ 6,400   | $380,190                |
| 11 de octubre de 2019    | San Antonio      | Estados Unidos     | Freeman Coliseum                                                       | 11,000/ 11,000 | $478,300                |
| 12 de octubre de 2019    | Laredo           | Estados Unidos     | Sames Auto Arena                                                       | 10,000/ 10,000 | $469,290                |
| 17 de octubre de 2019    | Salt Lake City   | Estados Unidos     | Maverik Center                                                         | 8,067/ 12,000  | $420,671                |
| 19 de octubre de 2019    | Seattle          | Estados Unidos     | ShoWare Center                                                         | 6,100/ 6,400   | $470,718                |
| 20 de octubre de 2019    | Portland         | Estados Unidos     | Theater of the Clouds at Moda Center                                   | 4,800/ 4,800   | $429,611                |
| 25 de octubre de 2019    | El Paso          | Estados Unidos     | Don Haskins Center                                                     | 11,000/ 11,000 | $570,810                |
| 26 de octubre de 2019    | Phoenix          | Estados Unidos     | Comerica Theatre                                                       | 5,000/ 5,000   | $422,700                |
| 27 de octubre de 2019    | Tucson           | Estados Unidos     | AVA Amphitheatre                                                       | 4,500/ 4,480   | $310,891                |
| 1 de noviembre de 2019   | McAllen          | Estados Unidos     | State Farm Arena                                                       | 10,000/ 10,000 | $650,899                |
| 2 de noviembre de 2019   | Dallas           | Estados Unidos     | The Pavilion at Toyota Music Factory                                   | 8,000/ 8,000   | $617,810                |
| 8 de noviembre de 2019   | San José         | Estados Unidos     | SAP Center at San José                                                 | 18,918/ 19,100 | $871,700                |
| 9 de noviembre de 2019   | Los Ángeles      | Estados Unidos     | The Forum                                                              | 15,700/ 18,000 | $788,611                |
| 10 de noviembre de 2019  | San Diego        | Estados Unidos     | Viejas Arena                                                           | 11,000/ 11,000 | $769,200                |
| 30 de noviembre de 2019  | Ecuador          | Bandera de Ecuador | Teletón Ecuador                                                        | -              | -                       |
|                          |                  |                    |                                                                        |                |                         |
| Etapa II                 |                  |                    |                                                                        |                |                         |
| Norteamérica             |                  |                    |                                                                        |                |                         |
| 15 de noviembre de 2019  | Colima           | México             | Palenque Villa de Álvarez                                              | 12,000/ 12,000 | $408,300                |
| 17 de noviembre de 2019  | Tlaxcala         | México             | Palenque de la feria                                                   | -              | -                       |
| 6 de diciembre de 2019   | Aguascalientes   | México             | Plaza de Toros Monumental                                              | 21,000/ 21,000 | $480,618                |
| 29 de diciembre de 2019  | Acapulco         | México             | Fórum de Mundo Imperial                                                | 4,000/ 4,000   | $233,716                |
| 24 de enero de 2020      | Ciudad de México | México             | Auditorio Nacional                                                     | 10,000/ 10,000 | $530,722                |
| 25 de enero de 2020      | Ciudad de México | México             | Auditorio Nacional                                                     | 10,000/ 10,000 | $530,722                |
| 30 de enero de 2020      | León, Guanajuato | México             | Palenque de León                                                       | 6,700/ 6972    | $300,617                |
| 7 de febrero de 2020     | Monterrey        | México             | Arena Monterrey                                                        | 17,000/ 17,000 | $640,400                |
| 14 de febrero de 2020    | Ciudad de México | México             | Auditorio Nacional                                                     | 10,000/ 10,000 | $530,722                |
| 15 de febrero de 2020    | Ciudad de México | México             | Auditorio Nacional 4:00 PM                                             | 10,000/ 10,000 | $530,722                |
| 15 de febrero de 2020    | Ciudad de México | México             | Auditorio Nacional 8:00 PM                                             | 10,000/ 10,000 | $530,722                |
| 16 de febrero de 2020    | Huixtla          | México             | Feria Huixtla                                                          | 12,000         | -                       |
| 21 de febrero de 2020    | Veracruz         | México             | Auditorio Benito Juárez (Removido al Malecón de Veracruz por el Clima) | -              | -                       |
| 22 de febrero de 2020    | Puebla           | México             | Auditorio Metropolitano                                                | 5,600/ 5,600   | $281,800                |
| 24 de febrero de 2020    | Iguala           | México             | Palenque de Iguala                                                     | 7,682/ 8,000   | $254,780                |
| 29 de febrero de 2020    | Guadalajara      | México             | Auditorio Telmex                                                       | 8,470/ 8,470   | $328,909                |
| 13 de marzo de 2020      | Tuxtla Gutiérrez | México             | ExpoFeria de Tuxtla                                                    | 8,400          | -                       |
| 7 de marzo de 2020       | Huauchinango     | México             | Teatro del Pueblo                                                      | 4,000/ 4,350   | $230,550                |
| 16 de octubre de 2020    | Monterrey        | México             | Domo Care Monterrey                                                    | 4,500/ 4,500   |                         |
| 17 de octubre de 2020    | Monterrey        | México             | Domo Care Monterrey                                                    | 4,500/ 4,500   |                         |
| 9 de diciembre de 2020   | Veracruz         | México             | World Trade Center Veracruz                                            | 10,000/ 10,000 | $420,428                |
| 26 de febrero de 2021    | Puebla           | México             | Auditorio Metropolitano                                                | 5600/ 5600     | $220,813                |

## Conciertos cancelados y/o reprogramados
| Fecha               | Ciudad            | País       | Lugar                              | Motivo                                                              |
| ------------------- | ----------------- | ---------- | ---------------------------------- | ------------------------------------------------------------------- |
| Norteamérica        |                   |            |                                    |                                                                     |
| 19 de marzo de 2020 | San José del Cabo | México     | Teatro del pueblo                  | Cancelado por cierre del recinto a causa de la pandemia de COVID-19 |
| 28 de marzo de 2020 | Irapuato          | México     | Palenque de Irapuato               | Cancelado por cierre del recinto a causa de la pandemia de COVID-19 |
| 23 de abril de 2020 | Tampico           | México     | ExpoTampico                        | Cancelado por cierre del recinto a causa de la pandemia de COVID-19 |
| 1 de mayo de 2020   | Tepatitlán        | México     | Palenque de Tepatitlán             | Cancelado por cierre del recinto a causa de la pandemia de COVID-19 |
| 2 de mayo de 2020   | Aguascalientes    | México     | Palenque de la Feria de San Marcos | Cancelado por cierre del recinto a causa de la pandemia de COVID-19 |
| 9 de mayo de 2020   | Veracruz          | México     | WTC Veracruz                       | Pospuesto al 9 de diciembre por la pandemia de COVID-19             |
| 23 de mayo de 2020  | Chihuahua         | México     | Palenque de la feria               | Cancelado por cierre del recinto a causa de la pandemia de COVID-19 |
| 28 de mayo de 2020  | Saltillo          | México     | Auditorio de Las Maravillas        |                                                                     |
| 29 de mayo de 2020  | Monterrey         | México     | Domo Care                          | Pospuesto para el 16 y 17 de octubre por la pandemia de COVID-19    |
| 29 de mayo de 2020  | Monterrey         | México     | Domo Care                          |                                                                     |
| 24 de abril de 2020 | Puebla            | México     | Auditorio Metropolitano            | Pospuesto al 26 de febrero de 2021 por la pandemia de COVID-19      |
| 25 de abril de 2020 | Zacapoaxtla       | México     | Palenque de la Feria               | Cancelado por cierre del recinto a causa de la pandemia de COVID-19 |
| 6 de junio de 2020  | Guadalajara       | México     | Auditorio Telmex                   | Cancelado por cierre del recinto a causa de la pandemia de COVID-19 |
| Centroamérica       |                   |            |                                    |                                                                     |
| 21 de junio de 2020 | San José          | Costa Rica | Estadio Nacional                   | Cancelado por cierre del recinto a causa de la pandemia de COVID-19 |